# Blackout
Blackout (deutsch „Verdunkelung“) ist ein aus dem Englischen entlehnter Ausdruck, der in verschiedenen Fachgebieten für einen temporären Ausfall von Funktionen verwendet wird.

## Allgemeines
Das Wort setzt sich aus „schwarz“ (englisch black) und – nur in diesem Kontext – „völlig, absolut, total“ (englisch out) zusammen. Ursprünglich wurde das Wort in der englischen Theatersprache für eine plötzliche Verdunkelung der Scheinwerfer am Ende einer Szene im Kabarett als ein die Pointe unterstreichender Lichteffekt eingesetzt und später auch im Theater und Kinofilm hierfür verwendet. Auch im Fernsehen wurde der Effekt genutzt, unter anderem bei Ilja Richters Musiksendung Disco („Licht aus, Spot an!“). Folge war, dass durch die starke Verringerung des Kontrastes die Zuschauer nichts mehr sehen konnten – es wurde ihnen „schwarz vor Augen“. Vom Theaterwesen ausgehend wurde das Wort „Blackout“ in vielen Fachgebieten im übertragenen Sinne übernommen.

## Fachgebiete
In verschiedenen Fachgebieten hat der Begriff Blackout unterschiedliche Begriffsinhalte:

### Börsenwesen
Die Blackout-Frist ist bei Wertpapieren (insbesondere Aktien beim Börsengang) der Zeitraum, in welchem die Veröffentlichung von Finanzanalysen untersagt ist. Diese Regel gilt in einigen Staaten wie den USA und seit September 2002 in Deutschland, wobei gemäß Börsenordnung die an der Aktienemission beteiligten Kreditinstitute innerhalb von zwei Wochen vor dem öffentlichen Angebot keine emissionsbezogenen Analysen veröffentlichen dürfen.

### Öffentliche Infrastruktur
Insbesondere Energieversorgung, Gesundheitswesen, Informationstechnik, Telekommunikation, Transport und Verkehr sind aufgrund ihrer Komplexität und gegenseitiger Interdependenzen hochgradig verletzbar, so dass äußere Einwirkungen etwa durch Naturkatastrophen, Terrorismus oder Unglücksfälle zum Systemausfall führen können. Ein Systemausfall trifft sensible Netze, die sich auch gegenseitig anstecken können.

#### Stromnetzbetrieb
In deutschsprachigen Ländern wird ein Blackout häufig mit dem Stromausfall assoziiert. „Die Definition Blackout umfasst dabei eine Dauer von mehr als 12 Stunden und betrifft „große Teile“ eines Landes oder sogar mehrere Länder.“
Da neben dem Stromnetz auch andere stromabhängige Netze (Funknetz, Gasnetz, Mobilfunknetz, Rechnernetz, Schienennetz, Straßennetz, Telekommunikationsnetz, Versorgungsnetz, Wasserstraßennetz) hiervon betroffen sein können, kommt es zu einer generellen Netzstörung. Als in weiten Teilen Südamerikas im Juni 2019 das Stromnetz völlig zusammenbrach, bezeichnete die Presse den 15 Stunden anhaltenden Ausfall als „Blackout“.
- Der Schwarzfall (oder Station Blackout) ist in der Energietechnik ein Stromausfall in einem Kraftwerk. Kraftwerke können von sich aus (ohne Stromnetz) nur dann wieder hochfahren, wenn sie über eine sogenannte Schwarzstartfähigkeit verfügen, was die Ausnahme ist. Hinzu kommt, dass etwa Kohlekraftwerke sehr träge reagieren und mehrere Stunden zum Wiederhochfahren benötigen, wenn sie einmal kalt sind.[8]
- Kernkraftwerke brauchen nach einer Abschaltung (z. B. Schnellabschaltung) erhebliche Mengen Strom, um die Pumpen des Kühlsystems weiter zu betreiben. Jeder Kernreaktor produziert nach dem Abschalten Nachzerfallswärme; wenn diese nicht abgeführt wird, schmelzen die Brennstäbe (Kernschmelze); dabei besteht auch Explosionsgefahr (siehe Nuklearkatastrophe von Fukushima 2011). Ein Station Blackout ist deshalb unbedingt zu vermeiden.

### Publikationsmedien
Nach dem Zweiten Weltkrieg gab es in Deutschland ein dreimonatiges Publikationsverbot für Zeitungen, den sogenannten „Black Out“. Die militärische Medienpolitik im Jahr 1945 sah in den vier Besatzungszonen vor, dass Presselizenzen ausschließlich an Verleger vergeben werden durften, die vor 1945 noch nicht publizistisch tätig gewesen waren. Grundlage war das Gesetz Nr. 191 vom 24. November 1944, wonach ab Juni 1945 die Herausgabe einer Zeitung von einer alliierten Lizenz abhängig war.

### Medizin
- In der Flugmedizin ist der Blackout die als Folge hoher Gravitationskräfte auf den Kopf entstehende Sehstörung, zunächst als Grauwerden (Greyout) und dann als Schwarzwerden (Blackout) durch Blut- und Sauerstoffarmut der Netzhaut.[10] Das Gegenteil des Blackout ist der Redout.
- Die Allgemeinmedizin versteht unter dem Blackout eine physische oder psychische Bewusstseinsstörung, Erinnerungsverlust oder Gedächtnisschwund.[1], damit einhergehend das Internetphänomen Blackout Challenge

### Raumfahrt
In der Raumfahrt wird eine je nach Eintrittskorridor etwa 3–20 minütige Unterbrechung des Funkverkehrs durch die entstehende Plasmahülle beim Wiedereintritt eines Raumflugkörpers in die Erdatmosphäre als Blackout bezeichnet. Aufgrund ihrer Abmessungen und des relativ flachen Eintritts wurden die Space Shuttles nicht komplett vom Plasma eingehüllt, dadurch war für sie seit 1988 unter Nutzung des S-Bandes eine durchgängige Funkverbindung über TDRS prinzipiell möglich.

### Tauchen
Beim Streckentauchen kann es zum so genannten Schwimmbad-Blackout kommen. Diese Bewusstlosigkeit kann plötzlich und ohne Vorwarnung eintreten und ohne fremde Hilfe zum Tod durch Ertrinken führen.

### Luftschutz
Das Wort Blackout wurde in angelsächsischen Ländern während des Krieges für die nächtliche Verdunkelung der Straßen und Wohnungen zum Schutz vor Luftangriffen verwendet. Der Stromausfall heißt hier üblicherweise englisch power outage, power cut.

## Umgangssprache
Als Blackout (oder „Filmriss“) werden in der Umgangssprache kurzzeitige Aussetzer, Schwächen, Erinnerungslücken oder Bewusstseinstrübungen bezeichnet (siehe Amnesie), wie sie beispielsweise bei Lampenfieber oder Prüfungsangst vorkommen. Es handelt sich um einen zeitlich begrenzten Zustand des Erinnerungsverlustes.